# Podmornice razreda Jasen
Razred Jasen (rusko Проект 885 Ясень, Projekt 885 Jasen – veliki jesen) je najnovejši razred jedrskih podmornic z manevrirnimi raketami v Ruski vojni mornarici. Temelji na razredih Ščuka-B in Lira ter bo nadomestil podmornice predhodnih razredov Ščuka-B in Antej.

## Zgodovina
Razred Jasen je bil konstruiran v konstruktorskem biroju Malahit, ki je z Lazuritom in Rubinom eden od treh ruskih birojev za konstruiranje podmornic. Delo na razredu podmornic četrte generacije se je začelo leta 1977 in končalo leta 1985. Glavni konstruktor je bil Vladimir Nikolajevič Pjalov.
Gradnja prve podmornice Severodvinsk se je začela 21. decembra 1993. Zaradi finančnih težav je bila leta 1996 gradnja zaustavljena, zato je bil Severodvinsk predan v uporabo šele leta 2013. Prednost so dobile strateške jedrske podmornice razreda Borej. Do leta 2015 naj bi bili predani v uporabo dve podmornici, vendar je gradnja druge trajala dlje, kot je bilo sprva predvideno.
Novembra 2011 je Rusija oznanila pogodbo o štirih podmornicah, ki bodo dobavljene do leta 2016. 26. julija 2013 je bil položen gredelj tretje podmornice, Novosibirsk.
20. julija 2020 je bil položen gredelj zadnjih dveh podmornic v seriji, Voroneža in Vladivostoka, ki bosta nosili manevrirne izstrelke Kalibr-M z dosegom 4500 km.
5. maja 2021 je bila pred Dnem zmage predana v uporabo prva podmornica razreda Jasen-M Kazan. Prejemni certifikat je bil podpisan 5. maja, prejemna ceremonija pa je bila 7. maja. Podmornica bi se morala pridružiti Severni floti že v letih 2019 in 2020, a to je bilo večkrat prestavljeno zaradi večjih težav z bojnim nadzornim sistemom in zaradi zahtev vojne mornarice, da lahko podmornica izstreljuje tudi nove rakete 3M-22 Cirkon.
4. oktobra 2021 je Severodvinsk izvedel dve poskusni izstrelitvi najnovejše hiperzvočne rakete Cirkon, po eno s površine in iz potopljenega položaja. Izstrelitvi iz Belega v Barentsovo morje sta bili uspešni.
Avgusta 2022 je Italijanska vojna mornarica odkrila Severodvinsk med Sicilijo in Malto. Severodvinsk je postal prva ruska jedrska podmornica v Sredozemskem morju po odpravi podmornic Kursk in Tomsk leta 1999.

## Načrt
Nove podmornice naj bi uporabljale zelo napredno tehnologijo. Prednji del podmornice ima enojni trup, zadnji pa dvojni, kar je v konstruiranju podmornic novost. Trup je zgrajen iz nizkomagnetnega jekla.
Druga in nadaljnje podmornice v seriji imajo jedrski reaktor četrte generacije KTP-6-185SP, katerega sredica bo imela življenjsko dobo 25–30 let in ne bo potrebovala menjave goriva. Jedrski reaktor je revolucionaren, saj primarni krog uporablja tehnologijo naravnega kroženja hladilne tekočine skozi sredico jedrskega reaktorja in ne potrebuje glavnih obtočnih črpalk. Te so en glavnih virov hrupa na jedrski podmornici. Ameriška vojna mornarica je tehnologijo naravnega kroženja hladilne tekočine začela uporabljati že v 1980-ih letih z razredom Ohio. Poleg tega so cevi primarnega hladilnega kroga v samem bloku reaktorja (monobločni dizajn), kar bistveno zmanjša verjetnost nesreč in izpostavljenosti sevanju za posadko.
Na stolpu je reševalna kapsula, s katero lahko posadka v primeru nesreče pride na površino. Nameščena je na začetku stolpa in je razdeljena na več palub. Lahko se uporablja tudi za dekompresijo. Je ožja in višja od predhodnih modelov. V njej je prostora za celo posadko.
Oborožene so s 533 mm in 650 mm torpedi ter manevrirnimi izstrelki 3M-54 Kalibr, P-800 Oniks, 91-R1 Otvet in 3M-22 Cirkon za napade na ladje, podmornice in kopenske tarče.
Severodvinsk je prva ruska podmornica s sferičnim sonarjem. Sonar je v obliki velike krogle na premcu, zaradi česar so torpedne cevi premaknjene nazaj proti krmi, po čemer je razred Jasen unikaten. Sonarski sistem Irtiš-Amfora MGK-600BA koncerna Okeanpribor iz Sankt Peterburga sestavljata sferična antena Amfora na premcu in hidroakustični sistem Irtiš z antenami na bokih in vlečnim sonarjem. Irtiš-Amfora uporablja samodejni sistem z digitalno podatkovno bazo akustičnih portretov Ajaks-M za klasificiranje tarč. V idealnih vremenskih pogojih sonarski sistem omogoča odkrivanje ladij in podmornic na razdalji do 230 km. Pri podmornicah podskupine Jasen-M je glavna antena na premcu običajne valjaste oblike, vzdolž celotnega trupa pa so nameščeni dodatnimi hidrofoni.
Posadka na Severodvinsku je 85 mornarjev, na nadaljnjih podmornicah pa 64 mornarjev kar je manj od podmornic ameriškega razreda Virginia, ki imajo 134 mornarjev.
Avgusta 2009 je Ameriška mornariška agencija objavila, da so podmornice razreda Jasen najtišje ruske podmornice doslej, vendar niso tako tihe kot najnovejše ameriške podmornice razredov Virginia in Seawolf.

## Enote
V poševnem tisku so ocenjeni podatki.
| Številka | Projekt | Ime          | Gredelj položen   | Splavljena        | Predana           | Flota              | Stanje     |
| -------- | ------- | ------------ | ----------------- | ----------------- | ----------------- | ------------------ | ---------- |
| K-560    | 885     | Severodvinsk | 21. december 1993 | 15. junij 2010    | 30. december 2013 | Severna flota      | Aktivna    |
| K-561    | 885M    | Kazan        | 24. julij 2009    | 8. april 2017     | 5. maj 2021       | Severna flota      | Aktivna    |
| K-573    | 885M    | Novosibirsk  | 26. julij 2013    | 25. december 2019 | 21. december 2021 | Tihooceanska flota | Aktivna    |
| K-571    | 885M    | Krasnojarsk  | 27. julij 2014    | 30. julij 2021    | 30. november 2023 | Tihooceanska flota | Aktivna    |
| K-564    | 885M    | Arhangelsk   | 19. marec 2015    | 29. november 2023 | 27. december 2024 | Severna flota      | Aktivna    |
|          | 885M    | Perm         | 29. julij 2016    | 28. marec 2025    | 2026              | Tihooceanska flota | Splavljena |
|          | 885M    | Uljanovsk    | 28. julij 2017    |                   | 2026              | Severna flota      | V gradnji  |
|          | 885M    | Voronež      | 20. julij 2020    |                   | 2027              | Severna flota      | V gradnji  |
|          | 885M    | Vladivostok  | 20. julij 2020    |                   | 2027              | Tihooceanska flota | V gradnji  |
|          | 885M    | Bratsk       | 2025              |                   |                   | Tihooceanska flota | Načrtovana |